# Strobilomyia suwai
Strobilomyia suwai är en tvåvingeart som beskrevs av Verner Michelsen 1988. Strobilomyia suwai ingår i släktet Strobilomyia och familjen blomsterflugor. Inga underarter finns listade i Catalogue of Life.